# Collège de Narbonne (Toulouse)
Pour l’article homonyme, voir Collège de Narbonne (Paris).
Le collège de Narbonne est un ancien collège de l'université de Toulouse. Ses bâtiments se trouvaient au croisement des rues Antoine-Deville (actuels no 8-12) et Albert-Lautmann (actuels no 1-3), dans l'actuel quartier Arnaud-Bernard (secteur 1) de Toulouse, en France. 
Le collège accueille des boursiers. Il est fondé en 1343 par l'archevêque de Narbonne, Gasbert de Valle, important prélat de la cour pontificale à Avignon, camérier des papes Jean XXII, Benoît XII et Clément VI. Il avait dans sa jeunesse étudié le droit à l'université de Toulouse. Le collège se trouvait au cœur du quartier universitaire de la ville. Épargné lors de la suppression de la plupart des collèges toulousains en 1551, il ne subsiste que difficilement, jusqu'à la Révolution française, où il est finalement fermé.

## Histoire
Le 12 octobre 1342, Gasbert de Valle achète une maison à Toulouse, près de la faculté de droit, pour y fonder un collège. Le 13 mars 1343, il fonde le collège en l'honneur de la Vierge Marie, des apôtres Pierre et Paul et de Trophime, patron de l'Église d'Arles. 
La fondation se fait au bénéfice de douze écoliers, dont deux de la ville d'Arles, deux du diocèse d'Arles et deux d'Aussac, étudiant à l'université de Toulouse, pour y être nourris et entretenus. Des douze étudiants, deux devaient être prêtres et dire la messe le dimanche dans la chapelle du collège.